# Eurymeloides bicincta
Eurymeloides bicincta är en insektsart som beskrevs av Wilhelm Ferdinand Erichson 1842. Eurymeloides bicincta ingår i släktet Eurymeloides och familjen dvärgstritar. Inga underarter finns listade i Catalogue of Life.